# 再见人生
《再见人生》（英語：Better Off Dead）是一部1985年美国青春浪漫喜剧电影，约翰·库萨克主演，萨维奇·史蒂夫·霍兰编剧及执导。该片最初于1985年10月11日由华纳兄弟发行，讲述了中学生莱恩·梅耶与女友分手后陷入后，陷入自杀情绪中，以及之后的故事。该片以对一种独特中学生活状态的表现而知名，有时以荒诞做点缀。